# Pontus Wernbloom
Pontus Anders Mikael Wernbloom (født 25. juni 1986 i Kungälv, Sverige) er en svensk fodboldspiller, der spiller som midtbanespiller i IFK Göteborg. Han kom til klubben i sommeren 2020 fra PAOK i Grækenland. I 2009 skiftede han til AZ Alkmaar fra netop IFK Göteborg, hvor han tilbragte de første år af sin seniorkarriere. Med IFK har han vundet ét svensk mesterskab og én pokaltitel.

## Landshold
Wernbloom står noteret for 51 kampe og 2 scoringer for Sveriges landshold, som han debuterede for den 18. januar 2007 i en venskabskamp mod Ecuador.

## Personlige liv
Wernbloom giftede sig med sin kæreste Nina i 2010 som også født hans lille søn, Mille, et år efter brylluppet. Wernbloom interessere sig for politik, og han har tidligere vist sin støtte til den socialdemokratiske politiske side "Aftonbladet".

## Titler
Svensk Mesterskab
- 2007 med IFK Göteborg

Svensk Pokalturnering
- 2008 med IFK Göteborg